# Коалесценція

Коалесценція крапель.

Коалесце́нція (від лат. coalesco — зростаюся, з'єднуюся) — злиття крапель рідини або газових (повітряних) бульбашок при їхньому зіткненні всередині середовища, яке рухається (рідина, газ), або на поверхні будь-якого тіла, після чого відбувається зміна фазових границь, що зумовлює зменшення загальної поверхні. Коалесценція повітряних бульбашок і крапель реагентів має суттєве значення для процесу флотації.
Коалесценція призводить до руйнування дисперсних систем, є однією з причин атмосферних опадів (дощу, роси) з хмар і туманів.

## Інші значення
- 1. Зникнення границі між двома частинками (краплями чи бульбашками) при зіткненні їх між собою чи з основною неперервною фазою, після чого відбувається зміна фазових границь, що зумовлює зменшення площі загальної міжфазної поверхні.
- 2. У ЯМР спектроскопії — злиття спектральних піків, які належать до проміжних спектральних станів між крайніми спектральними ситуаціями з повільною і швидкою (в шкалі часу методу ЯМР) швидкостями обміну, яким відповідають відповідно розділені та усереднені сигнали. Вивчення коалесценції дає змогу кількісно оцінити швидкості процесів позиційного обміну.